# Astra 4000
Die Pistole Astra Falcon 4000 ist der Nachfolger der Pistole Astra 3000, die ab 1956 eingeführt wurde.

## Beschreibung
Bei der Pistole Astra Falcon 4000 wurde das Kaliber 7,65 × 17 (.32 ACP / 7,65 Browning) des Vorgängermodells Astra 3000 beibehalten. Sie wurde weiterentwickelt und hat einen außenliegenden Schlaghammer. Der Magazinlöseknopf befindet sich nicht mehr oben am Griffstück, sondern unten am Ende des Griffstücks, und der Ladestandsanzeiger verschwand ebenso wie die Handballensicherung. Die Griffschalen wurden meist braun ausgeliefert und nicht mehr schwarz wie bei der Falcon 3000.